# 埒免古墳
埒免古墳（らちめんこふん）は、三ノ宮古墳群に属する神奈川県伊勢原市にある、6世紀末から7世紀初頭に築造された円墳である。恵泉女学園園芸短期大学の建設工事中に発見され、短大の敷地内にあったため「恵泉女子短大構内古墳」と呼ばれていたこともあった。

## 古墳の概要
埒免古墳は丹沢山地南麓に広がる丘陵地帯にある円墳で、相模国三ノ宮として知られる比々多神社の北西約200メートルのところにある。『新編相模国風土記稿』によれば、かつて比々多神社は埒免古墳のある場所にあったが、室町時代から戦国時代にかけて神社は衰えて荒廃し、天正年間の初めになって現在の場所に移転したとされている。
埒免古墳は直径38メートルの円墳で、墳丘周囲には約5メートルの周溝がある。埋葬施設は幅約2メートル、長さ約4.8メートルの玄室と、幅約1メートル、長さ約4メートルの、自然石の巨石を積み上げて築造された片袖式横穴式石室である。古墳の築造時期は600年頃と考えられ、当時の相模国では最大級の古墳で、古墳の被葬者としては相武国造が想定されている。

## 古墳の発見と発掘の経過
1968年、恵泉女学園園芸短期大学の建設工事中、古墳の石室が発見されたことにより埒免古墳は発見された。古墳の石室から出土した遺物は、工事中に偶然発見されたこともあり、工事関係者に持ち出されてしまったが、比々多神社宮司の努力により銀装の装飾大刀と考えられる直刀、刀子、金銅製馬具、鏡、鉄鏃、琥珀製棗玉などが回収され、現在は比々多神社にある三ノ宮郷土博物館に収蔵されている。しかし散逸してしまった出土品もあると考えられる。
その後埒免古墳の石室は、恵泉女学園園芸短期大学伊勢原キャンパスの庭園の一部とされ、保存が図られていたが、古墳の詳細については不明のままであった。1994年、古墳石室とその周辺の実測が行われ、2001年から2002年にかけて恵泉女学園園芸短期大学構内の工事に伴い、古墳墳丘周辺の発掘が行われた。そして2002年には石室内の実測と調査が行われた。これらの調査の結果、埒免古墳は古墳が造営されたと考えられる600年前後では、相模国で最大級の古墳であることが判明した。

## 三ノ宮古墳群と埒免古墳

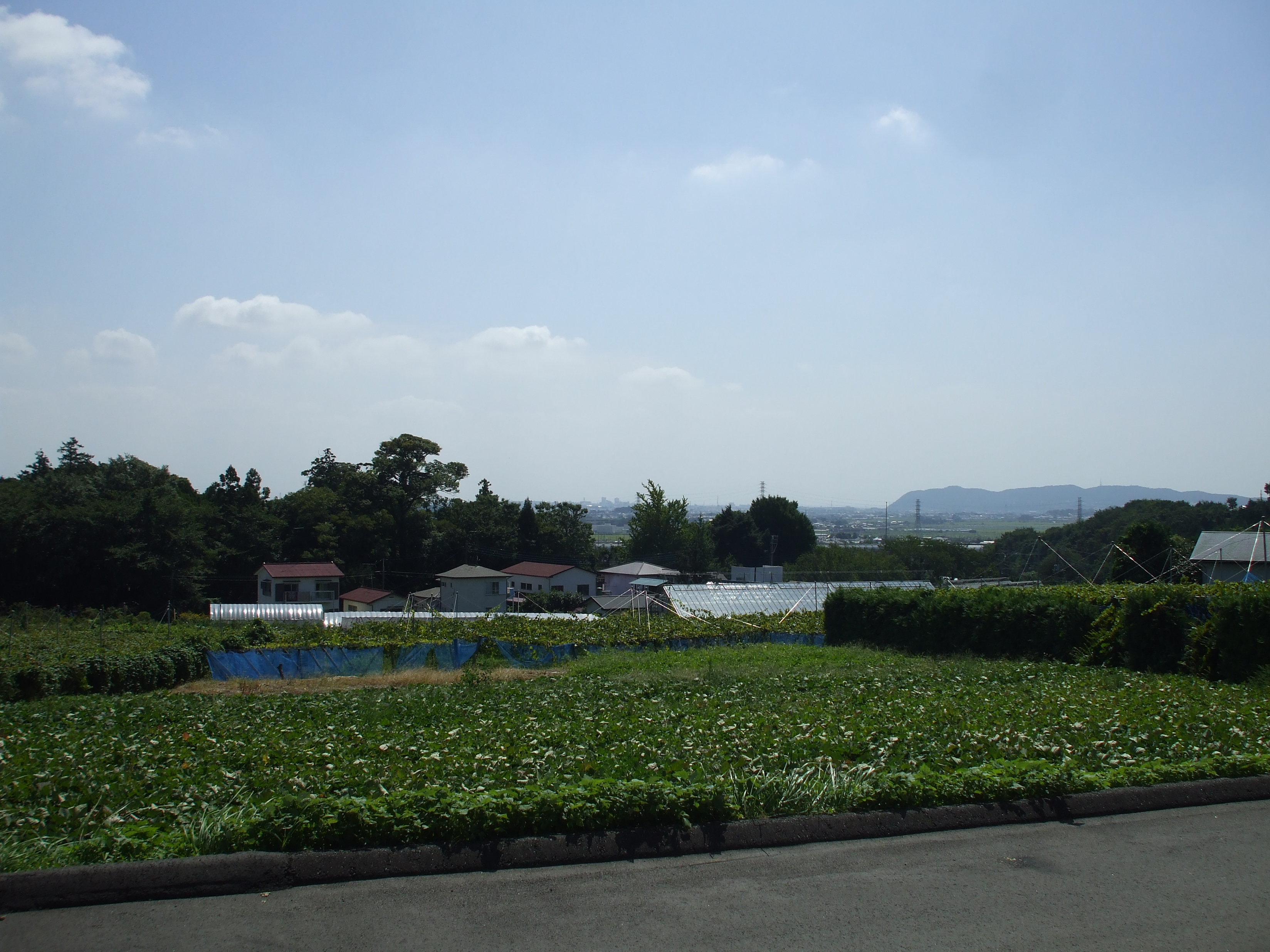
埒免古墳付近から望む相模平野

丹沢山地の大山南麓の丘陵地帯では、6世紀台になって埒免古墳が属する三ノ宮古墳群の造営が開始された。三ノ宮古墳群では6世紀末から7世紀初頭にかけて、規模や副葬品の内容的に同時期の相模川下流域の他古墳を凌駕する、登尾山古墳と埒免古墳の築造がなされた。登尾山古墳と埒免古墳はともに相模平野を一望する高台にあって、相模川下流域を支配した首長である相武国造が三ノ宮古墳群の被葬者として想定されている。
埒免古墳の築造後も三ノ宮古墳群では古墳の築造が続いたが、7世紀半ばには古墳の築造はほぼ途絶えたものと考えられる。
なお、伊勢原市内の丹沢山地南麓の丘陵地には、かつては三ノ宮古墳群など数多くの古墳が存在したとされているが、開発の進展によりその多くが消滅してしまっている。

## 埒免古墳の特徴と古墳時代の相模
埒免古墳は銀装の装飾大刀や金銅製馬具といった出土品の内容や古墳の規模から、近くに存在する登尾山古墳とともに、6世紀末から7世紀初頭の地域を代表する古墳であると考えられ、被葬者としては相武国造が想定されている。
しかし、同時期の関東地方の状況を見てみると、上総国では金鈴塚古墳や三条塚古墳、武蔵国では中の山古墳や小見真観寺古墳など、各地で埒免古墳を遥かに上回る規模の古墳が造営されている。埒免古墳が6世紀末から7世紀初頭における最大級の古墳というのは、関東地方の中では見劣りするのは否めない。
もともと相模地域は古墳時代を通して古墳の造営が比較的低調で、古墳時代前期の3世紀末から4世紀にかけて海老名市の秋葉山古墳群と逗子市と葉山町の境にある長柄桜山古墳群などが造営された後、古墳時代中期の5世紀には、初頭に海老名市の瓢箪山古墳などが造営されたが、その後前方後円墳の造営はいったん途絶え、小型の方墳や円墳の造営が散発的に見られるのみになる。その理由としては自然災害などによる環境の悪化と捉える説と、古墳時代中期に大型古墳の築造が見られる上総国や上野国などとは違い、前方後円墳の築造が必要とされない社会が成立していたとの説がある。
関東地方のほぼ全域で前方後円墳の築造が活発化する6世紀後半になると、相模でも部分的に前方後円墳が復活するが、三浦半島東部の大津古墳群を除くと前方後円墳の復活は一時的なもので、大津古墳群を含めて最大でも墳丘長が50メートル以下という小型のものであった。そして相模では一時的な前方後円墳復活後には主に円墳が造営された。しかし古墳の規模の貧弱さとは異なり、銀装の装飾大刀や金銅製馬具といった埒免古墳の副葬品でも見られるように、副葬品については関東地方の他地域と比較してさほど見劣りするわけではない。
埒免古墳の出土品はまた、ヤマト王権との密接な繋がりが想定される内容である。相模では古墳時代中期以降、古墳の造営が低調なまま古墳時代後期、そして終末期を迎えたということは、当時の相模の社会が他の地域とは異なり、古墳の築造とその視覚的な効果が重要視されない社会であったことが想定される。そしてその原因としては埒免古墳の出土品にも現れているように、畿内方面から見て、関東地方への入り口にあたる相模では、早い時期からヤマト王権の勢力が浸透し、密接な関係が築かれたことによるとの説がある。関東地方の他の地域では、地域の首長が大型の前方後円墳の築造を行う社会が続く中、相模では地域の首長がいち早くヤマト王権の官僚的色彩を帯びることになり、その結果として早い時期から前方後円墳の築造が必要とされる社会からの転換がなされたと考えられる。
また一方では相模地方は畿内から関東、東北地方へ向かうメインルートから外れたため、畿内からの直接的な影響力を受けなくなった結果、前方後円墳の築造が行われなくなったとの説も唱えられている。